# Wolkenwagen
De Wolkenwagen was een kinderradioprogramma van de Evangelische Omroep, dat tussen 1983 en 1989 werd uitgezonden.
De makers richtten zich vooral op kleuters van 3 tot 6 jaar. Harry en Marijke Govers, Ingrid Heinsius, Olaf de Vries, Anneke Helsloot en Cees van Oyen waren de makers en bedenkers. De liedjes waren van Harry Govers. De omroep ontving schriftelijk reacties van tieners die verzochten het programma niet te stoppen. Dit vanwege de dialogen tussen Olaf en Cees. Geschreven door de eerste, biechtte hij daarin als klein ventje, al zijn kinderavonturen van die week op. Dit bleek voor tieners  het middel om uitgelaten aan hun huiswerk te beginnen. Een opnametechnicus verklaarde sinds Swiebertje niet meer zo gelachen te hebben.   
Het succesvolle programma werd ongeveer acht seizoenen lang uitgezonden op Radio 2. 
Onder de titel Wolkenwagen werd in 1999 door uitgeverij Novation Records een vijftal cd's uitgebracht met de liedjes en verhalen uit het programma. De dialogen vinden we hier niet op.  